# Gillingham and Rainham (circonscription du Parlement britannique)
Circonscription parlementaire de la Chambre des communes
La circonscription de Gillingham and Rainham est une circonscription parlementaire britannique. Située dans le Kent, autour des villes de Gillingham et Rainham, elle a été créée en 2010 à partir de l'ancienne circonscription de Gillingham. Son premier représentant à la Chambre des communes du Parlement britannique est Rehman Chishti, du Parti conservateur.

## Members of Parliament
| Élection | Élection | Membre         | Membre | Parti        |
| -------- | -------- | -------------- | ------ | ------------ |
|          | 2010     | Rehman Chishti |        | Conservateur |

## Élections

### Élections dans les années 2010
| Parti         | Parti                | Candidat             | Voix   | %    | ±     |
| ------------- | -------------------- | -------------------- | ------ | ---- | ----- |
|               | Conservateur         | Rehman Chishti       | 28,173 | 61,3 | +5.9  |
|               | Travailliste         | Andy Stamp           | 13,054 | 28,4 | -7.7  |
|               | Libéral Démocrate    | Alan Bullion         | 2,503  | 5,4  | +2.6  |
|               | Green                | George Salomon       | 1,043  | 2,3  | +1.2  |
|               | UKIP                 | Rob McCulloch Martin | 837    | 1,8  | -2.5  |
|               | Indépendant          | Peter Cook           | 229    | 0,5  | +0.5  |
|               | Christian Peoples    | Roger Peacock        | 119    | 0,3  | 0.0   |
| Majorité      | Majorité             | Majorité             | 15,119 | 32,9 | +13.6 |
| Participation | Participation        | Participation        | 45,958 | 62,5 | -4.5  |
|               | Conservateur retenir | Conservateur retenir | Swing  | +6.8 |       |

| Parti         | Parti                | Candidat             | Voix   | %    | ±     |
| ------------- | -------------------- | -------------------- | ------ | ---- | ----- |
|               | Conservateur         | Rehman Chishti       | 27,091 | 55,4 | +7.5  |
|               | Travailliste         | Andy Stamp           | 17,661 | 36,1 | +10.5 |
|               | UKIP                 | Martin Cook          | 2,097  | 4,3  | -15.2 |
|               | Libéral Démocrate    | Paul Chaplin         | 1,372  | 2,8  | -0.8  |
|               | Green                | Clive Gregory        | 520    | 1,1  | -1.3  |
|               | Christian Peoples    | Roger Peacock        | 127    | 0,3  | +0.3  |
| Majorité      | Majorité             | Majorité             | 9,430  | 19,3 | -3.1  |
| Participation | Participation        | Participation        | 48,868 | 66,9 | +2.1  |
|               | Conservateur retenir | Conservateur retenir | Swing  | -1.5 |       |

| Parti         | Parti                | Candidat             | Voix   | %    | ±     |
| ------------- | -------------------- | -------------------- | ------ | ---- | ----- |
|               | Conservateur         | Rehman Chishti       | 22,590 | 48,0 | +1.8  |
|               | Travailliste         | Paul Clark           | 12,060 | 25,6 | -2.1  |
|               | UKIP                 | Mark Hanson          | 9,199  | 19,5 | +16.3 |
|               | Libéral Démocrate    | Paul Chaplin         | 1,707  | 3,6  | -14.5 |
|               | Green                | Neil Williams        | 1,133  | 2,4  | +1.6  |
|               | TUSC                 | Jacqui Berry         | 273    | 0,6  | N/A   |
|               | Indépendant          | Roger Peacock        | 72     | 0,1  | N/A   |
|               | Indépendant          | Mike Walters         | 44     | 0,1  | N/A   |
| Majorité      | Majorité             | Majorité             | 10,530 | 22,4 | +3.8  |
| Participation | Participation        | Participation        | 47,078 | 64,8 | -1.2  |
|               | Conservateur retenir | Conservateur retenir | Swing  | +1.9 |       |

| Parti         | Parti                                  | Candidat          | Voix   | %    | ±     |
| ------------- | -------------------------------------- | ----------------- | ------ | ---- | ----- |
|               | Conservateur                           | Rehman Chishti    | 21,624 | 46,2 | +5.5  |
|               | Travailliste                           | Paul Clark        | 12,944 | 27,7 | -13.1 |
|               | Libéral Démocrate                      | Andrew Stamp      | 8,484  | 18,1 | +2.8  |
|               | UKIP                                   | Robert Oakley     | 1,515  | 3,2  | +0.6  |
|               | BNP                                    | Brian Ravenscroft | 1,149  | 2,5  | N/A   |
|               | Démocrates anglais                     | Dean Lacey        | 464    | 1,0  | N/A   |
|               | Green                                  | Trish Marchant    | 356    | 0,8  | N/A   |
|               | Indépendant                            | Gordon Bryan      | 141    | 0,3  | N/A   |
|               | Medway Independent Party               | George Meegan     | 109    | 0,2  | N/A   |
| Majorité      | Majorité                               | Majorité          | 8,680  | 18,6 | N/A   |
| Participation | Participation                          | Participation     | 46,786 | 66,0 | +2.0  |
|               | Conservateur vainqueur (nouveau siège) |                   |        |      |       |